# Pamiętaj mnie
Pamiętaj mnie (wł. Ricordati di me) – włoski komediodramat z 2003 roku w reżyserii Gabriele Muccino. Opowiada on o losach dysfunkcyjnej rodziny.

## Obsada
- Fabrizio Bentivoglio – Carlo Ristuccia
- Laura Morante – Giulia Ristuccia
- Nicoletta Romanoff – Valentina Ristuccia
- Monica Bellucci – Alessia
- Silvio Muccino – Paolo Ristuccia
- Gabriele Lavia – Alfredo
- Enrico Silvestrin – Stefano Manni
- Silvia Cohen – Elena
- Alberto Gimignani – Riccardo
- Amanda Sandrelli – Louise
- Blas Roca-Rey – Matt
- Pietro Taricone – Paolo Tucci
- Giulia Michelini – Ilaria
- Maria Chiara Augenti – Anna Pezzi
- Andrea Roncato – Luigi
- Stefano Santospago – André[1]

## Produkcja
Zdjęcia kręcono w Rzymie.

## Nagrody
Obraz otrzymał trzy nagrody Nastro d’argento:
- dla najlepszej aktorki drugoplanowej (Monica Belllucci)
- za najlepszy scenariusz (Gabriele Muccino i Heidrun Schleef)
- dla najlepszej produkcji (Domenico Procacci i Nadine Luque)